# Doppia estrazione
La doppia estrazione è uno schema enigmistico della famiglia dei biscarti, e segue una formula del tipo ZXZ / ZYZ = XY, legando così tre parole: i gruppi ZZ rappresentano sequenze di lettere invariabili, nel senso che Z+Z nella prima parola è uguale a Z+Z nella seconda. Queste sequenze sono le parti da scartare prima di procedere all'unione dei resti e di formare una nuova parola XY. Per descrivere il meccanismo si dice che nella doppia estrazione gli scarti avvengono sia in capo che in coda. La doppia estrazione può essere multipla. Lo schema in questo caso cambia denominazione a seconda del numero delle parti coinvolte (es.: tripla estrazione). Si conosce anche una variante preziosa nella doppia estrazione con unione di estremi, in cui gli scarti non vengono persi ma a loro volta uniti a formare un'altra parola o frase, secondo la formula ZXZ / ZYZ = XY / ZZ. Anche questa variante può essere multipla.
La doppia estrazione è stata ideata da Giupin nel 1973. Per la sua insolita struttura essa è assai infrequente nelle crittografie continuative, risultando difficile trovare, oltre alla combinazione, un senso compiuto che leghi le varie parti e si possa esporre sinteticamente. È invece molto più sfruttata negli enigmi in versi.

## Esempi
- Doppia estrazione: atollo / appello = toppe
- Tripla estrazione: pirone / pitone / pilone = rotolo
- Doppia estrazione con unione di estremi: pareggio / passaggio = ressa / paggio